# Jordan Renson
Jordan Renson (14 mei 1996) is een Belgisch voetballer die bij voorkeur als verdediger speelt. Hij stroomde in 2015 door vanuit de jeugd van STVV.
Na het behalen van de kampioenstitel met Patro Eisden Maasmechelen in Eerste Nationale werd hij op 26 mei 2023 verkozen tot verdienstelijke speler van de club. Dat seizoen 2022-2023 scoorde hij negen doelpunten.

## Clubstatistieken
| Seizoen | Club        | Land            | Competitie             | Competitie | Competitie | Beker | Beker | Supercup | Supercup | Europees | Europees | Totaal | Totaal |
| Seizoen | Club        | Land            | Competitie             | Wed.       | Dlp.       | Wed.  | Dlp.  | Wed.     | Dlp.     | Wed.     | Dlp.     | Wed.   | Dlp.   |
| ------- | ----------- | --------------- | ---------------------- | ---------- | ---------- | ----- | ----- | -------- | -------- | -------- | -------- | ------ | ------ |
| 2015/16 | STVV        | Vlag van België | Jupiler Pro League     | 1          | 0          | 0     | 0     | —        | —        | —        | —        | 1      | 0      |
| 2015/16 | Club Brugge | Vlag van België | Jupiler Pro League     | 0          | 0          | 0     | 0     | 0        | 0        | 0        | 0        | 0      | 0      |
| 2016/17 | Club Brugge | Vlag van België | Jupiler Pro League     | 0          | 0          | 0     | 0     | 0        | 0        | 0        | 0        | 0      | 0      |
| 2017/18 | Lommel SK   | Vlag van België | Eerste klasse amateurs | 3          | 0          | 1     | 0     | —        | —        | —        | —        | 4      | 0      |
| TOTAAL  | TOTAAL      | TOTAAL          | TOTAAL                 | 4          | 0          | 1     | 0     | 0        | 0        | 0        | 0        | 5      | 0      |

1 Geladé ·
3 Kis ·
4 Borry ·
5 Olivier ·
6 Dijkhuizen ·
7 Van Eenoo ·
8 Peeters ·
11 Dansoko ·
12 Belin ·
14 Renson  ·
17 Che ·
18 Kenne ·
20 Wilmots ·
26 Kempeneers ·
27 Vreys ·
29 Pietermaat ·
30 Bammens ·
37 Francisco ·
40 Simba ·
45 Ndior ·
48 Abid ·
52 Sarfo ·
81 Mabanza ·
90 Kiankaulua ·
99 Van Landschoot ·
Coach: Stijnen